# 米澤好史
米澤 好史（よねざわ よしふみ、1961年 - ）は、日本の心理学者。和歌山大学教育学部教授。専門は臨床発達心理（攻撃行動・いじめ・不登校への支援、生徒指導）、発達支援（愛着障害・発達障害への支援、子育て支援）、認知心理学・実践教育心理学（学習支援・思考支援）。

## 略歴
奈良県桜井市生まれ。東大寺学園中学校・高等学校を経て、
1984年、京都大学文学部卒業。
1986年、京都大学大学院文学研究科修士課程修了。
1988年、京都大学大学院文学研究科博士後期課程中退。
1988年和歌山大学教育学部助手、1992年同専任講師、1995年同助教授を経て、2004年から教授。
2009年～2010年副学部長併任。

## 活動
子育て・保育所・幼稚園・小学校・学童保育・中学校・高等学校・特別支援学校・専門学校、福祉施設、医療施設等の保育・教育・福祉の現場に出向き、直接、こどもを観察した上で、見立てとその支援の実践、または、指導・支援に関わる助言、アドバイスを行う実践的研究に従事。愛着障害を発達障害と峻別して、愛着の問題を抱えたこどもへの支援、愛着障害への対応、愛着障害への支援、攻撃行動への支援に特色がある。特に、愛着修復は、保育、教育の現場で、「いつでも」「誰にでも」できるの視点から、愛着形成・修復の支援の可能性を訴えている。また、愛着の問題を抱えるこどもへの学習支援、クラスづくり、保護者支援、愛着の問題の視点からのいじめ支援、不登校支援にも力を入れている。

## 著作

### 単著
- 『愛情の器モデルに基づく愛着修復プログラムによる支援――発達障害・愛着障害　現場で正しくこどもを理解し，こどもに合った支援をする－』（福村出版，2015年）
- 『やさしくわかる！愛着障害－理解を深め、支援の基本を押さえる－』　(ほんの森出版，2018年）
- 『愛着障害・愛着の問題をどう理解し、どう支援するか？－アセスメントと具体的支援のポイント51－』（福村出版，2019年）
- 『事例でわかる！愛着障害―現場で活かせる理論と支援を＝』（ほんの森出版，2020年）

### 編著
- 『愛着関係の発達の理論と支援（本郷一夫［監修］シリーズ「支援のための発達心理学」』（金子書房，2019年）

### 共編著
- （米谷淳）『行動科学への招待－現代心理学のアプローチ－』（福村出版、2001年）
- （米谷淳、尾入正哲、神藤貴昭）『行動科学への招待－現代心理学のアプローチ－［改訂版］』（福村出版、2012年）

### 共著
- （吉田敦也、蓮花一己、金川智恵、佐古秀一編著）『行動科学ハンドブック』（福村出版、2002年）
- （Ｋの会編）『心理学の方法』（ナカニシヤ書店、2002年）
- （大澤力編）『体験・実践・事例に基づく保育内容「環境」』（保育出版社、2008年）
- (日本発達障害連盟編) 「発達障害白書:2019年度版」（明石書店、2018年）

### 論文
- 学校現場における学校心理学研究の動向と課題－こどもとこどもを取り巻く環境への支援の方向性を探る－（教育心理学年報、2015年）
- 「愛情の器」モデルに基づく愛着修復プログラムによる支援－愛着障害・愛着の問題を抱えるこどもへの支援－（臨床発達心理実践研究、2015年）
- 愛着障害・愛着の問題を抱えるこどもの理解と支援－愛着の問題のアセスメントと「愛情の器」モデルに基づく愛着支援プログラムによる支援－（日本学校心理士会年報，2016年）
- 愛着の問題を抱えるこどもの理解と支援－愛着障害と発達障害の違いと対応－（学校教育相談：ほんの森出版)，2016年）
- 愛着障害の実態と対応・支援（指導と評価：日本図書文化協会，2018年）
- 「愛着障害」と発達障害の違い・見分け方と支援のあり方（月刊実践障害児教育：学研教育みらい，2020年）

## 学会
- 日本教育カウンセリング学会地方理事
- 日本教育実践学会理事
- 日本教育実践学会教育実践学研究編集委員長
- 日本学校心理士会幹事
- 日本臨床発達心理士会幹事
- 関西心理学会委員
- 和歌山県教育カウンセラー協会会長
- 日本学校心理士会和歌山支部長